# Oude Bareel
Oude Bareel is een wijk in Sint-Amandsberg, een deelgemeente van de Belgische stad Gent. De residentiële wijk ligt in het oosten van Sint-Amandsberg, op de grens met deelgemeente Oostakker in het noorden. Ten westen ligt de wijk Westveld, ten oosten Achtendries.

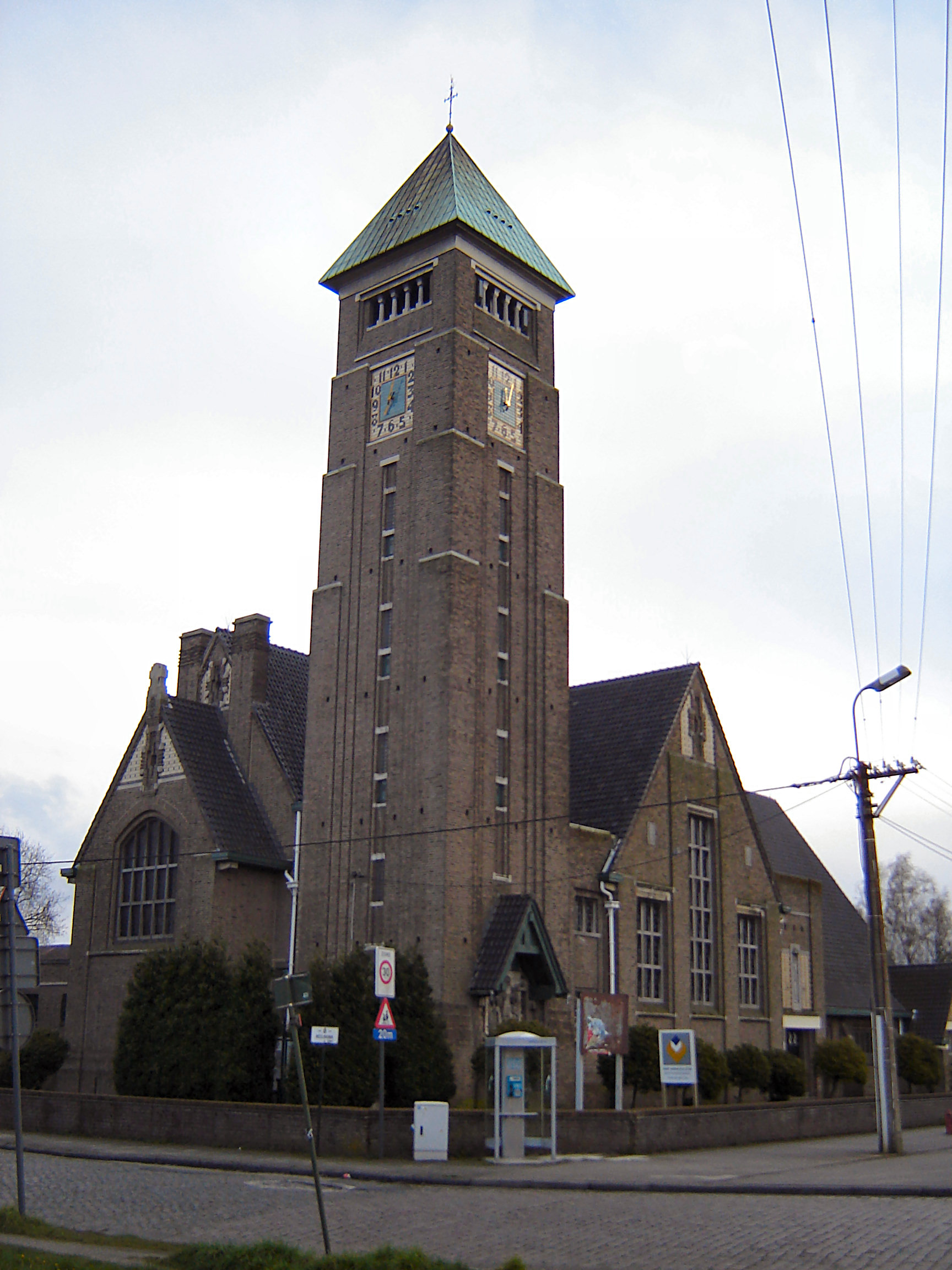
Onze-Lieve-Vrouwkerk van de Oude Bareel

## Geschiedenis
De plaats bleef eeuwenlang een landelijk gebied, het Westveld, enkele kilometer ten oosten van de stad Gent. Hierdoor liep een oostelijke uitvalsweg uit Gent richting Antwerpen, de huidige Antwerpsesteenweg (N70). De Ferrariskaart uit de jaren 1770 toont een landelijk gebied met verschillende gehuchten. Ten zuiden van de steenweg naar Antwerpen is op de kaart het gehucht Beelbroeckstraete weergegeven langs de huidige Beelbroekstraat. Op het einde van het ancien régime werden de gemeenten gecreëerd en het gebied kwam in de gemeente Oostakker te liggen.
Rond 1847 werd wat verder zuidwaarts de spoorlijn Gent-Antwerpen aangelegd. In 1872 werd Sint-Amandsberg als gemeente afgesplitst van Oostakker en zo kwam ook het gebied ten zuiden van de Antwerpsesteenweg in de nieuwe gemeente te liggen. Het rechte spoorwegtracé werd in 1911 opgebroken en de spoorlijn werd verlegd om af te buigen en noordwaarts in een boog langs Oostakker naar Gent-Dampoort te leiden.
Pas in de 20ste eeuw begon de bebouwing hier toe te nemen en in 1928 werd omwille van de bevolkingsaangroei op de Oude Bareel een zelfstandige parochie opgericht, gewijd aan Onze-Lieve-Vrouw. In 1932-1933 werd een parochiekerk opgetrokken, de Onze-Lieve-Vrouwkerk van de Oude Bareel. Oude Bareel bleef nog enige tijd een landelijk gehucht, maar in de laatste helft van de 20ste eeuw werd het gebied grotendeels volgebouwd met nieuwe woonwijken.
Deelgemeenten: Afsnee · Desteldonk · Drongen · Gent · Gentbrugge · Ledeberg · Mariakerke · Mendonk · Oostakker · Sint-Amandsberg · Sint-Denijs-Westrem · Sint-Kruis-Winkel · Wondelgem · Zwijnaarde

Overige dorpen, gehuchten en wijken:
Belgische gemeenten · Arrondissement Gent · Oost-Vlaanderen · Vlaanderen